# 네덜란드 최고재판소

로고

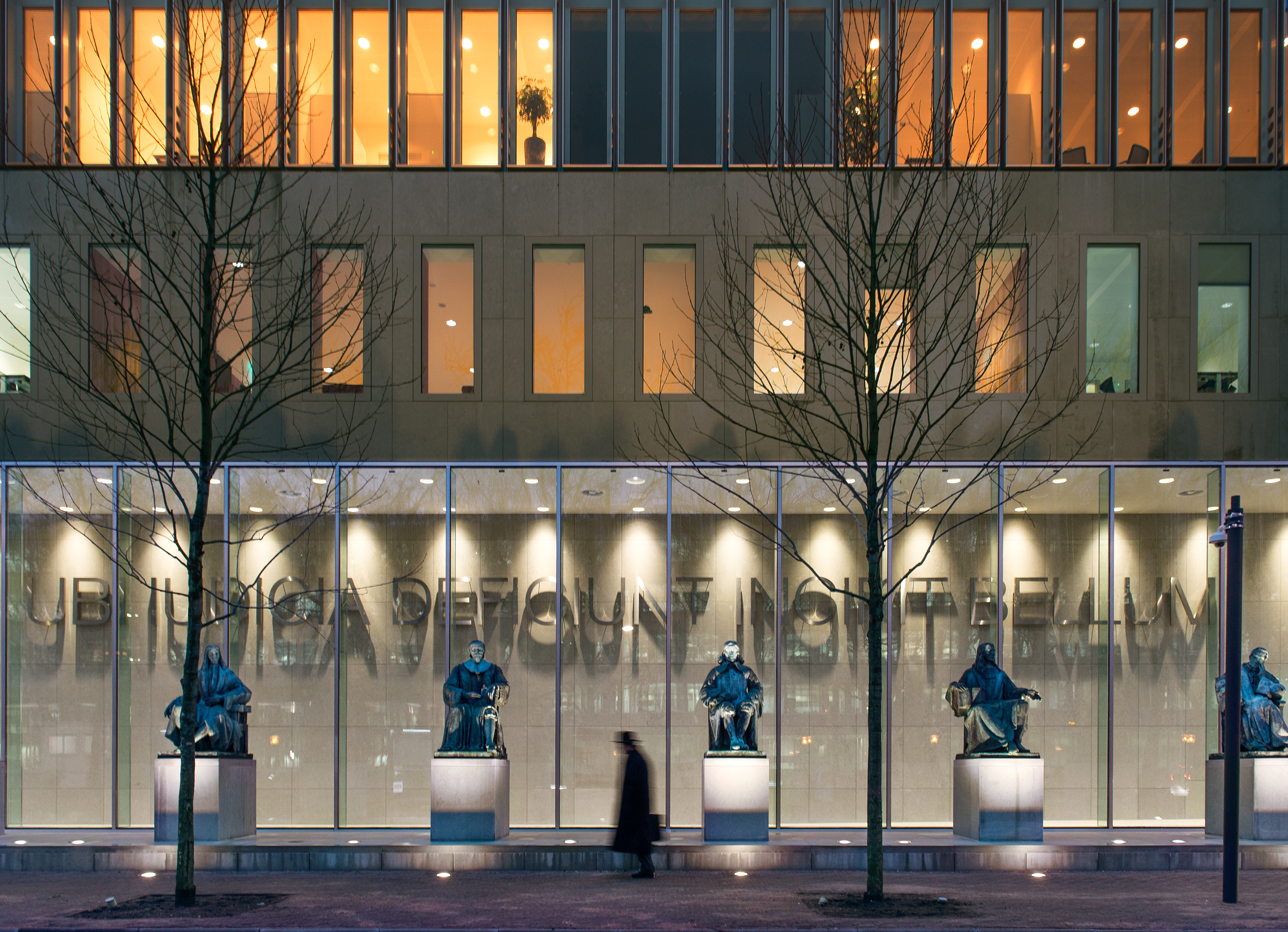
네덜란드 최고재판소

네덜란드 최고재판소(Supreme Court of the Netherlands, 네덜란드어: Hoge Raad der Nederlanden [ˈɦoːɣə raːdər ˈneːdərlɑndə(n)] 또는 간단히 Hoge Raad)는 공식적으로 네덜란드 고등 평의회이며 민사, 형사 및 조세 사건의 최종 항소 법원이다. 퀴라소, 신트마르턴 및 아루바를 포함한 네덜란드. 법원은 1838년 10월 1일에 설립되었으며 헤이그에 위치해 있다.
최고재판소는 민사 및 형사 문제에 대해 판결을 내린다. 특정 행정 사건에서는 최종 관할권도 갖고 있지만 다른 경우에는 이 관할권이 국가 평의회(Raad van State), 중앙 항소 재판소(Centrale Raad van Beroep), 무역 및 산업 항소 재판소의 재판부(College van Beroep van het bedrijfsleven) 및 네덜란드 왕국 카리브해 지역의 사법 기관에 속한다. 하급 법원의 판결을 파기하거나 확인하는 권한은 있지만 사실을 재심사하거나 의문을 제기할 권한은 없다. 다만 하급심이 법을 올바르게 적용했는지, 판결에 충분한 근거가 있는지 여부만 따진다. 이를 통해 판례법이 확립된다.
네덜란드 정부는 의회 주권을 특징으로 하기 때문에 최고재판소는 국무장관이 제정한 기본 법안을 번복할 수 없다. 이는 헌법 제120조에 명시되어 있으며, 법원은 주정부가 통과한 법률과 조약의 합헌성에 대해 판결을 내릴 수 없다고 규정하고 있다. 따라서 신트마르턴 헌법에 대해서만 합헌성을 판단하는 신트마르턴 헌법재판소를 제외하고 법원은 헌법에 대한 사법심사 권한이 거의 없다. 그러나 행정부가 발의한 2차 입법을 법원(대법원 포함)에서 번복할 수는 있다.
현재 최고재판소는 대통령 1명, 부통령 6명, 판사 25명(Raadsheren, 문자 그대로 "평의회 의장"), 특별 판사 4명(buitengewone dienst) 등 36명의 판사로 구성되어 있다. 모든 판사는 자신의 요청에 따라 또는 70세 생일에 의무적으로 은퇴할 때까지 종신으로 임명된다.